# Agrotis poliophaea
Agrotis poliophaea är en fjärilsart som beskrevs av Turner 1926. Agrotis poliophaea ingår i släktet Agrotis och familjen nattflyn. Inga underarter finns listade i Catalogue of Life.